# 1674 год в России
Царствование: 1645—1676 —  Алексей Михайлович

## События
- 1674—1690 — Иоаким, патриарх Московский и всея Руси[1]. 
  - 1667—1676 — Соловецкое восстание[2].
    - Осада Соловецкого монастыря велась только в летние месяца, на зиму отряд уходил в Сумской острог[2].

  - Весна — воевода Г.И. Косагов вывел в Азовское море 25 кораблей с пушками, построенных мастером Я.Л. Полуектовым в Воронеже (действовали у крымских берегов до 1676 года)[3].
  - На Генеральной раде в г. Переяслав гетманом Запорожского войска избран С.И. Самойлович, номинально "обеих сторон Днепра" (Левобережной и Правобережной Украины)[4].
    - Правобережные казаки на Переяславской раде приняли подданство России.

  - Совместный поход Запорожского войска под командованием И.С. Самойловича и русского войска под командованием Г.Г. Ромодановского на Правобережную Украину[4].
  - Мазепа Иван Степанович попал в плен к запорожскому кошевому атаману И. Сирко, едва не был им убит, но спасся и стал служить гетману И.С. Самойловичу[5].
- Переговоры с послами Речи Посполитой[6].
- Первый Чигиринский поход.
- В состав Аптекарского приказа вошёл созданный в 1672 году Приказ новой аптеки[7].
- 1 (11) сентября — царевич Фёдор Алексеевич объявлен наследником престола[8].
  - Предположительно, в этом году, царевич Фёдор Алексеевич получил серьёзную травму при езде на санях[8].
- 17 сентября — самозванец, выдававший себя за царевича Симеона Алексеевича был четвертован на Красной площади, как и Степан Разин, после чего части его тела так же были выставлены на кольях на Болотной площади.
- 1674—1675 — паломничество Алексея Михайловича, Фёдора Алексеевича, Ивана V и царевны Софьи Алексеевны в Троице-Сергиев монастырь[9].
- Пожалованы окольничеством: Долгоруков Владимир Дмитриевич[10].
- Пожалованы боярством: Хитрово Богдан Матвеевич (ближний боярин)[11].
- Местничество: 
  - Карамышев Алексей Иванович, Загряжский Семён Фёдорович против Скуратов Пётр Дмитриевич, Вердеревский Иван Иванович[12].
  - Заборовский Семён Иванович и Скуратов Пётр Дмитриевич[12].

## Города и поселения
- Царским указом Саратов перенесён на современное место[13].
- Верхотурье сильно опустошён пожаром[14].
- Впервые упоминается Курепин городок (сов. г. Урюпинск), в связи с нападением на него калмыков[15].

## Руководители приказов
| Года      | Приказ                  | Ф,И,О главы                | Примечания                  |
| --------- | ----------------------- | -------------------------- | --------------------------- |
| 1654—1680 | Оружейная палата        | Хитрово Богдан Матвеевич   |                             |
| 1664—1680 | Большого дворца         | Хитрово Богдан Матвеевич   |                             |
| 1664—1680 | Судный дворцовый приказ | Хитрово Богдан Матвеевич   | Не путать с Судным приказом |
| 1671—1680 | Костромская четверть    | Хитрово Богдан Матвеевич   |                             |
| 1670-1676 | Иноземский приказ       | Троекуров Иван Борисович   | Имел право доклада царю     |
| 1670-1676 | Рейтарский приказ       | Троекуров Иван Борисович   | Имел право доклада царю     |
| 1674-1675 | Монастырский приказ     | Троекуров Иван Борисович   | Имел право доклада царю     |
| 1672-1680 | Казанского дворца       | Долгоруков Михаил Юрьевич  |                             |
| 1668-1676 | Монастырский приказ     | Заборовский Семён Иванович | Думный дворянин             |
| 1673-1674 | Владимирский судный     | Одоевский Юрий Михайлович  | Боярин                      |

## Воеводы[20]
Города по алфавиту
| Года      | Город           | Ф,И,О воеводы                | Примечания                     |
| --------- | --------------- | ---------------------------- | ------------------------------ |
| 1669-1675 | Албазин         | Черниговский Никифор         | Приказной человек              |
| 1673-1675 | Арзамас         | Булгаков Тимофей Богданович  |                                |
| 1671-1674 | Астрахань       | Одоевский Яков Никитич       | Боярин, первый раз в 1663-1666 |
| 1674-1675 | Астрахань       | Милославский Иван Михайлович | Окольничий                     |
| 1674-1676 | Баргузинск      | Несвитаев Богдан             |                                |
| 1673-1676 | Берёзов         | Огарёв Евсей Григорьевич     | Стольник                       |
| 1671-1684 | Братский острог | Перфирьев Иван               | Енисейский сын боярский        |

## Родились
См. также: Категория:Родившиеся в 1674 году
- 18 ноября — Иоаким (Струков), епископ Воронежский и Елецкий.
- Феодора Алексеевна (1674-1677) — русская царевна, дочь царя Алексея Михайловича и Натальи Кирилловны Нарышкиной, родная сестра императора Петра I Алексеевича[21].

## Скончались
См. также: Категория:Умершие в 1674 году